# Hewittia (araña)
Hewittia es un género de arañas cangrejo de la familia Thomisidae. Contiene una sola especie, Hewittia gracilis. La especie fue descrita por Lessert en 1928.

## Distribución
Se distribuye por África: Costa de Marfil, República Democrática del Congo, Namibia y Sudáfrica.